# Pratyekabuddha
Pratyekabuddha est un terme du bouddhisme qui signifie : « bouddha solitaire » ou « bouddha pour soi » ; il désigne un être qui atteint la libération, le nirvana, ou l’éveil par et pour lui-même. En contraste avec un bouddha parfait, un pratyekabuddha n'enseigne pas.
Le véhicule des pratyekabuddha est le pratyekabuddhayāna (en).